# 河道村
河道村是位于中国河南省鹤壁市浚县黎阳镇的一村，分为东河道村和西河道村，有一个村委会管辖。

## 歷史
三国时期就有"黎阳粮仓"之说，河道村据称源于黄河古道之“河道”。

## 资源
河道村有良田400多亩，后经征收现有耕地不足200亩；人口约一千人，人均不足0.2亩，不完全统计荒地三十余亩，根据旱涝情况难以保收。作物生产有小麦、玉米、花生、大豆、高粱等作物。